# Herman Longsworth
Herman Longsworth – belizeński polityk, członek Zjednoczonej Partii Demokratycznej, poseł z okręgu Albert oraz wiceminister edukacji, młodzieży i sportu.

## Życiorys
Związał się ze Zjednoczoną Partią Demokratyczną i z jej ramienia kandydował do parlamentu.
7 marca 2012 został członkiem Izby Reprezentantów z okręgu Albert, w którym pokonał przedstawiciela PUP: Davida Craiga, zdobywając 1034 głosów (stosunek głosów: 54,83% do 42,89%).
Pięć dni później premier Dean Barrow powołał go do swojego drugiego rządu na stanowisko wiceministra edukacji, młodzieży i sportu.